# Ковер, Франклин
Фра́нклин Ко́вер (англ. Franklin Cover; 20 ноября 1928, Кливленд, Огайо — 5 февраля 2006, Дом актёров Лилиан Бут, Нью-Джерси) — американский актёр театра, кино и телевидения.

## Биография
Франклин Эдвард Ковер родился 20 ноября 1928 года в Кливленде. Мать — Бритта Шрек, отец — Франклин Хелд Ковер. В 1951 году Ковер окончил Университет Денисон, в котором состоял в театральной труппе Denison Players. В 1953—1958 года он с этой труппой совершил крупное турне по военным базам США, расположенным в Европе и Восточной Азии. Позднее окончил Университет Кейс Вестерн Резерв. Впервые на телеэкранах появился в 1962 году, на широких экранах — в 1965 году. 30 января того же года он женился на женщине по имени Мэри Бредфорд Стоун, с которой прожил 41 год до самой своей смерти. От этого брака остались сын Брэдфорд (род. 1967, актёр) и дочь Сьюзан (владелица компании по доставке продуктов на дом) — оба они родились и живут в Нью-Йорке.
Ковер наиболее известен зрителям по роли Тома Уиллиса из сериала «Джефферсоны» (188 эпизодов за десять лет). Здесь актёр сыграл супруга чернокожей женщины (Хелен Уиллис в исполнении Рокси Рокер), что было одним из первых показов межрасового брака по телевидению в прайм-тайм.
Последние семь лет жизни Франклин Ковер не снимался, умер от пневмонии 5 февраля 2006 года в возрасте 77 лет в англ. Lillian Booth Actors Home в городе Энглвуд.

## Избранная фильмография

### Широкий экран
- 1965 — Мираж[англ.] / Mirage — лидер группы
- 1968 — Что такого плохого в том, чтобы чувствовать себя хорошо?[англ.] / What’s So Bad About Feeling Good? — медэксперт (в титрах не указан)
- 1975 — Степфордские жёны / The Stepford Wives — Эд Уимпирис
- 1987 — Уолл-стрит / Wall Street — Дэн
- 1992 — Недоумки / Brain Donors — доктор
- 1998 — Почти герои / Almost Heroes — Николас Барр

### Телевидение
- 1962 — Обнажённый город[англ.] / Naked City — сталевар (в 1 эпизоде)
- 1967 — Шоу Джеки Глисона[англ.] / The Jackie Gleason Show — офицер полиции Кэллахан (в 2 выпусках)
- 1967, 1968 — Полиция Нью-Йорка[англ.] / N.Y.P.D. — «Перец» / «Капитан» (в 2 эпизодах)
- 1972 — Между временем и Тимбукту[англ.] / Between Time and Timbuktu — полковник Дональд «Текс» Пиранделло
- 1975 — Все в семье / All in the Family — Том Уиллис (в 1 эпизоде)
- 1975—1985 — Джефферсоны / The Jeffersons — Том Уиллис (в 188 эпизодах)
- 1982 — Женщина по имени Голда / A Woman Called Golda — Хьюберт Хамфри
- 1985 — Лодка любви / The Love Boat — Марвин Браун (в 1 эпизоде)
- 1988 — 227 / 227 — Альберт Блотчбиндер (в 1 эпизоде)
- 1991 — Они пришли из глубокого космоса[англ.] / They Came from Outer Space — мистер Реник (в 1 эпизоде)
- 1991 — Кто здесь босс? / Who’s the Boss? — мистер Кэмпбелл / мистер Кимболл (в 2 эпизодах)
- 1991 — Полуночная жара[англ.] / In the Heat of the Night — Томми Винсент (в 2 эпизодах)
- 1994 — Скорая помощь / ER — мистер Тёрнхёрст (в 1 эпизоде)
- 1994 — Холостые мужчины и незамужние женщины[англ.] / Living Single — профессор Флетчер (в 1 эпизоде)
- 1994 — Бэтмен / Batman — генерал Вриленд (в 1 эпизоде; озвучивание)
- 1996 — Тренер / Coach — Ганнер (в 1 эпизоде)
- 1997 — Коломбо / Columbo — Гарри Дженкинс (в 1 эпизоде)
- 1998 — Без ума от тебя / Mad About You — Янки Инфилдер (в 1 эпизоде)
- 1999 — Уилл и Грейс / Will & Grace — мировой судья (в 1 эпизоде)